# La Cantalera
La Cantalera és un indret a cavall dels termes municipals de Coll de Nargó (antic terme de Montanissell), de l'Alt Urgell i d'Abella de la Conca, al Pallars Jussà, en l'àmbit del poble de Bóixols.
Està situat al vessant sud-oriental de la Serra de Carreu, al sud-est del Grau de Queralt, damunt i al nord-oest de la casa de la Xosa.
Per la Cantalera discorre el termenal entre els termes municipals d'Abella de la Conca i de Coll de Nargó i, per tant, el límit comarcal de l'Alt Urgell i el Pallars Jussà.

## Etimologia
Joan Coromines explica que es tracta d'un topònim descriptiu, a partir d'una arrel prellatina (cant-), que dona el mot comú català cantal (pedra grossa).